# Jonathan Tan
Jonathan Tan Eu Jin, född 11 mars 2002, är en singaporiansk simmare.

## Karriär
Tan studerar vid Stanford University och tävlar för deras idrottsförening Stanford Cardinal.

### 2017–2019
Vid samväldesspelen för ungdomar 2017 i Nassau tog Tan brons på 100 meter frisim samt var en del av Singapores kapplag som tog guld på 4×100 meter mixed frisim. Vid asiatiska spelen 2018 i Jakarta var han en del av Singapores kapplag som brons på både 4×100 meter frisim och 4×200 meter frisim.
Vid VM 2019 i Gwangju slutade Tan på 34:e plats på 50 meter frisim. Han var även en del av Singapores kapplag som slutade på 12:e plats på 4×100 meter mixed frisim, 18:e plats på 4×100 meter frisim, 20:e plats på 4×100 meter mixed medley, 21:a plats på 4×200 meter frisim samt på 26:e plats på 4×100 meter medley. Vid sydostasiatiska spelen 2019 i Capas tog Tan guld på 50 meter frisim samt var en del av Singapores kapplag som tog guld på både 4×100 meter frisim och 4×200 meter frisim.

### 2021–2023
Vid sydostasiatiska spelen 2021 i Hanoi, som arrangerades 2022, tog Tan silver på både 50 och 100 meter frisim. Han var även en del av Singapores kapplag som tog guld på 4×100 meter medley och brons på 4×200 meter frisim. Vid VM 2022 i Budapest slutade Tan på 30:e plats på 50 meter frisim och på 41:a plats på 100 meter frisim. Han var även en del av Singapores kapplag som slutade på 12:e plats på 4×200 meter frisim, 13:e plats på 4×100 meter mixed frisim samt på 14:e plats på 4×100 meter frisim.
Vid sydostasiatiska spelen 2023 i Phnom Penh tog Tan guld på både 50 och 100 meter frisim. Han var även en del av Singapores kapplag som tog guld på både 4×100 meter frisim och 4×100 meter medley samt silver på 4×200 meter frisim. Vid VM 2023 i Fukuoka slutade Tan på 26:e plats på 50 meter frisim och på 34:e plats på 100 meter frisim. Han var även en del av Singapores kapplag som slutade på 18:e plats på 4×100 meter frisim och på 20:e plats på 4×100 meter mixed frisim.

### 2024
Vid VM 2024 i Doha slutade Tan på 28:e plats på både 50 och 100 meter frisim samt var en del av Singapores kapplag som slutade på 14:e plats på 4×100 meter frisim. Vid olympiska sommarspelen 2024 i Paris blev han blev utslagen i försöksheatet på både 50 och 100 meter frisim och slutade på 32:a respektive 38:e plats.